# Rattus macleari
« Rat de Maclear » redirige ici. Pour les autres significations, voir Rat et Maclear.
Espèce
Synonymes
- Mus macleari Thomas, 1887 - protonyme[2]

Statut de conservation UICN

 EX  : Éteint
Rattus macleari est une espèce éteinte de mammifères de la famille des Muridae. C'était l'une des deux espèces de rat endémique de l'île Christmas en Australie avec Rattus nativitatis. Ces deux espèces se sont éteintes au début du XXe siècle, probablement à cause d'une maladie apportée par le Rat noir (Rattus rattus) lors de son introduction sur l'île.

## Mode de vie
Cette espèce était nocturne et plutôt terrestre, bien qu'elle fût capable de grimper aux arbres avec beaucoup d'agilité.